# Pentalogía de Cantrell
Pentalogía de Cantrell (o síndrome toraco abdominal) es un síndrome raro que cursa con defectos que afectan al diafragma, pared abdominal, pericardio, corazón y parte del esternón.

## Historia
Fue caracterizada en 1958.

## Genética
Se ha descrito como causa del mal una mutación en un locus situado en el cromosoma X humano (Xq25-25).

## Frecuencia
La frecuencia estimada en los países desarrollados es un caso por cada 100.000 nacimientos.

## Presentación
El síndrome tiene cinco hallazgos característicos:
- Onfalocele. El onfalocele se da en 2,5 de cada 10.000 nacimientos, se asocia a elevada tasa de mortalidad y malformaciones graves. El 15% presenta anomalías cromosómicas.
- Hernia diafragmática  anterior
- Fisura del esternón.
- Ectopia cordis. Es una malformación congénita muy poco frecuente que se caracteriza porque el corazón está situado total o parcialmente fuera de la caja torácica.
- Defecto intracardíaco: Puede existir numerosos defectos, algunos de los más frecuentes son comunicación interventricular, comunicación interauricular, ductus arterioso persistente, dextrocardia o la existencia de divertículo ventricular.